# Cartignies
Cartignies település Franciaországban, Nord megyében. Lakosainak száma 1234 fő (2022. január 1.). Cartignies Fontenelle, Saint-Hilaire-sur-Helpe, Beaurepaire-sur-Sambre, Boulogne-sur-Helpe, Floyon, Haut-Lieu és Petit-Fayt községekkel határos.

## Népesség
A település népességének változása:
| Lakosok száma | 1256 | 1270 | 1272 | 1253 | 1245 | 1246 | 1257 | 1260 | 1234 |
|               | 2013 | 2015 | 2016 | 2017 | 2018 | 2019 | 2020 | 2021 | 2022 |